# Xã Bogle, Quận Gentry, Missouri
Xã Bogle (tiếng Anh: Bogle Township) là một xã thuộc quận Gentry, tiểu bang Missouri, Hoa Kỳ. Năm 2010, dân số của xã này là 210 người.